# ワン・ラッフルズ・プレイス

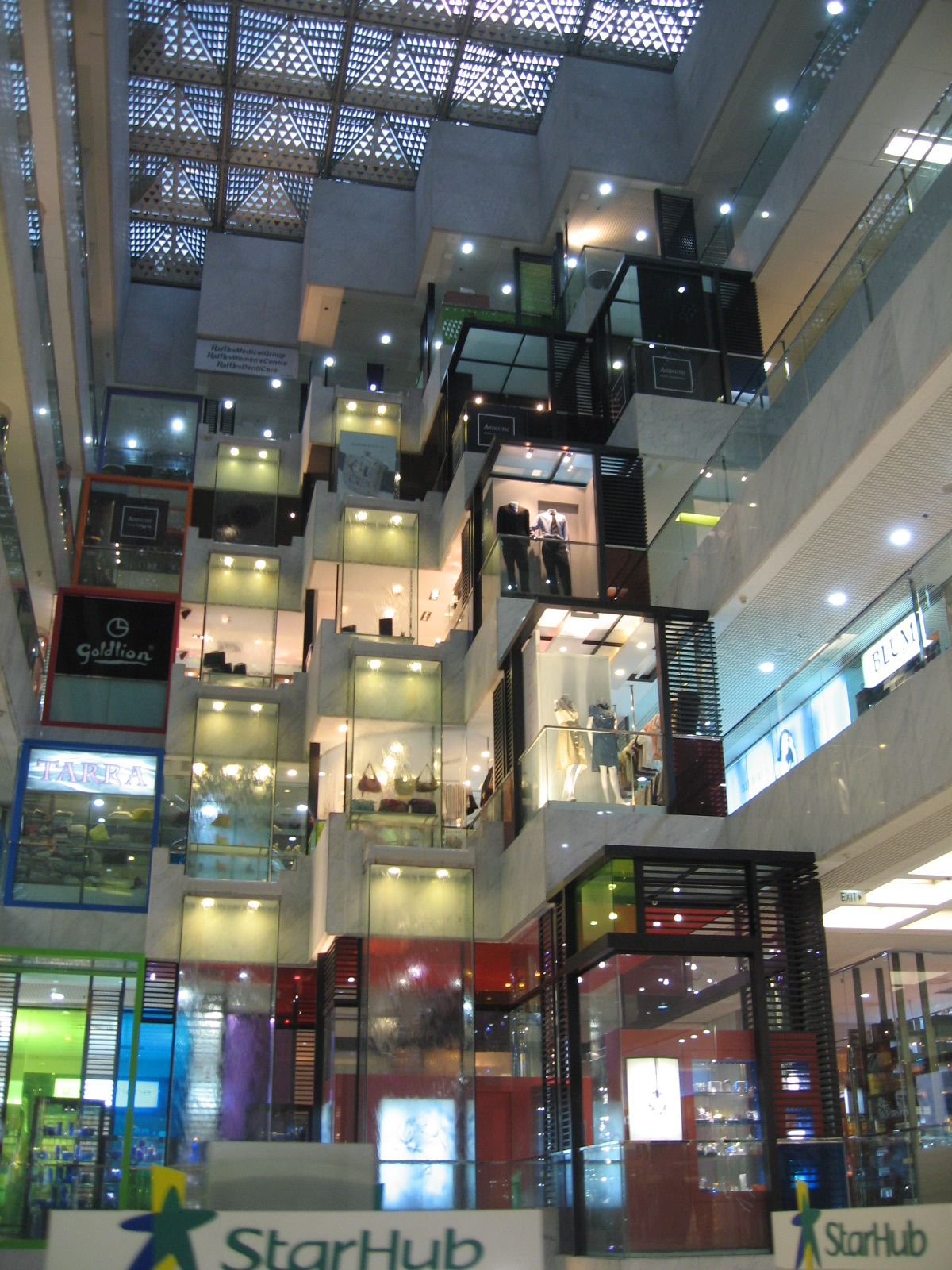
エントランスの様子

ワン・ラッフルズ・プレイス（英語:  One Raffles Place、旧：OUBセンター(OUB Centre)）とは、シンガポール共和国の中央地区ラッフルズ・プレイスに位置する超高層ビルである。
1986年に完成し、韓国のソウルの63ビル（1985年に完成）を抜き、1990年にイギリス領香港（当時）の中国銀行タワーが完成するまでアジアで最も高いビルとなった。

## 概要
OUBセンターは、シンガポールのCBD（中心業務地区）であるシンガポール川沿いのダウンタウンのラッフルズ・プレイスに建てられた高さ280.1m、地上63階、地下4階建ての超高層ビルである。尖塔型ではない箱型のモダニズム建築で、設計は日本を代表する建築家である丹下健三、施工は日本の鹿島建設により行われた。
シンガポールの大手銀行である華聯銀行有限公司（Overseas Union Bank）の本店として建てられた、この建物は同国を代表する超高層建築でもある。
シンガポールの建築法により、周囲の超高層建築は最高軒が概ね280mまでとなっている。
また現在OUBセンターに隣接する形で、地上38階建ての新棟『ワン・ラッフルズプレイス（One Raffles Place）』が2011年に完成とともにOUBセンターからワン・ラッフルズに改名された。

## 周辺施設
- SMRT・ラッフルズ・プレイス駅
- UOBプラザ
- OCBCセンター
- リパブリックプラザ
- ザ・フラトン・シンガポール
- ジャパングリーンクリニックシティ分院

## 交通
- MRTラッフルズ・プレイス（Raffles Place）駅直上